# Chizoba Neves Atu
Chizoba Eduardo Neves Atu (ur. 25 lipca 1997 w São Paulo) – brazylijski siatkarz, grający na pozycji atakującego.
Jego ojciec jest Nigeryjczykiem, a mama Brazylijką. Jako dziecko przeprowadził się do Boliwii. Następnie wrócił do Brazylii.
Został powołany do szerokiej kadry narodowej Brazylii w Lidze Narodów 2024.

## Chizoba Neves w rankingachPlusLigi (2024/2025)

### Rankingi
| Ranking       | Miejsce | Liczba             |
| ------------- | ------- | ------------------ |
| MVP           | 3.      | 6 statuetek MVP    |
| atakujących   | 5.      | 468 punktów        |
| punktujących  | 7.      | 539 punktów        |
| zagrywających | 7.      | 45 punktowych asów |

## Sukcesy klubowe
Liga bałtycka:
- 2019

Liga estońska:
- 2019[14]

Puchar Francji:
- 2020[15], 2024[16]

## Sukcesy reprezentacyjne
Liga Narodów:
- 2025[17]

## Nagrody indywidualne
- 2021: Najlepszy atakujący fazy zasadniczej ligi francuskiej Ligue A w sezonie 2020/2021[18]
- 2022: Najlepszy punktujący ligi francuskiej Ligue A w sezonie 2021/2022[19]
- 2023: MVP i najlepszy atakujący fazy zasadniczej ligi francuskiej Ligue A w sezonie 2022/2023[20]
- 2024: MVP finału Pucharu Francji[21]
- 2024: MVP i najlepszy atakujący fazy zasadniczej ligi francuskiej Ligue A w sezonie 2023/2024